# Zandsluiting

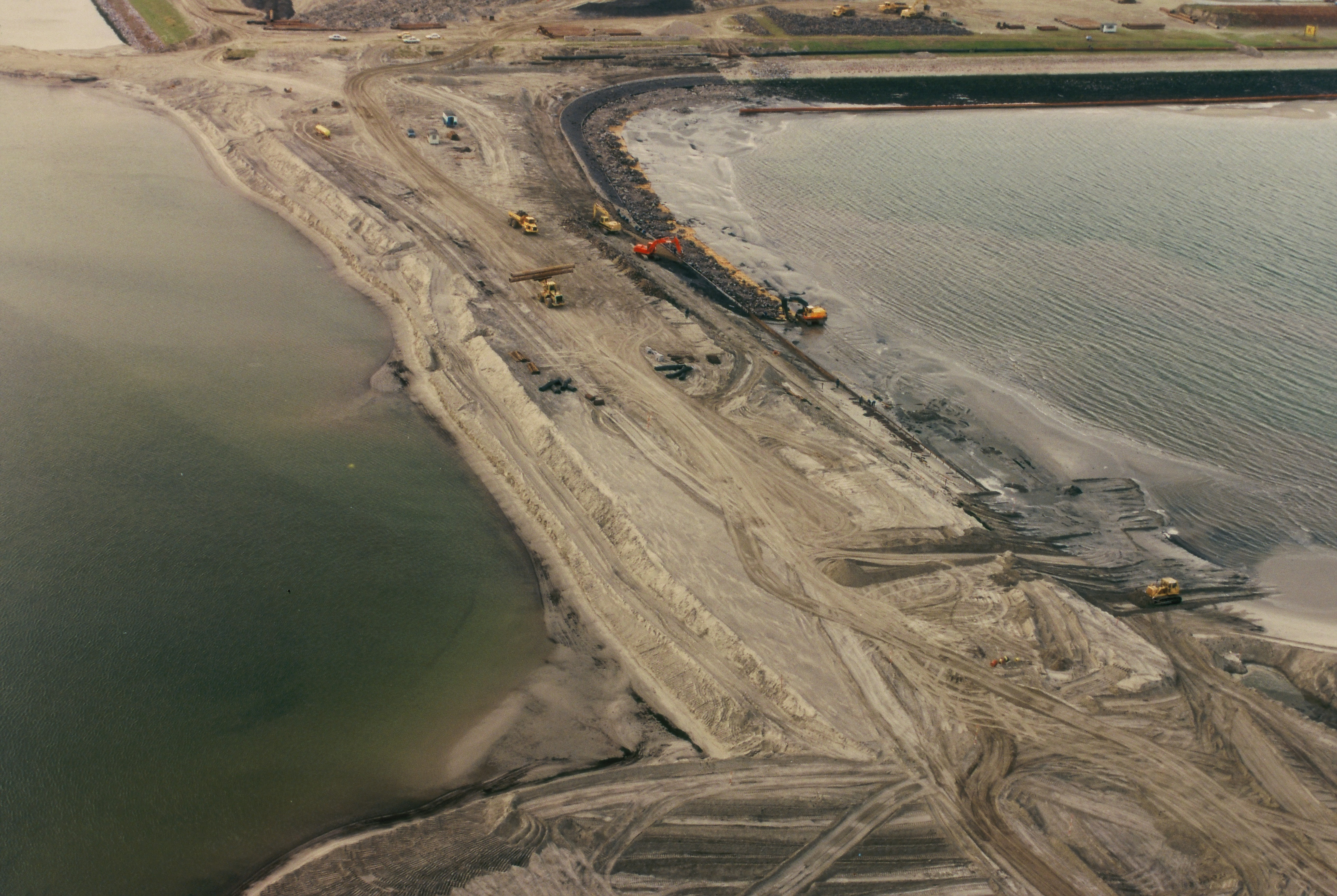
Zandsluiting Tholense Gat

Een zandsluiting is een methode voor het afsluiten van zeegaten en ringdijken met alleen maar zand (dit in tegenstelling tot de steensluiting en de plotselinge sluiting met caissons of zandzakken. In sommige gevallen is een sluiting ook mogelijk met alleen zand. Hiervoor is wel een grote capaciteit van zuigers nodig. In Nederland is dat onder meer gedaan bij de Oesterdam en de Philipsdam, maar ook bij de aanleg van de Tweede Maasvlakte.

## Principe van de zandsluiting
Bij zandsluitingen wordt in het sluitgat een zodanige stortcapaciteit ingezet, dat per getij meer materiaal wordt ingebracht dan door de stroom kan worden meegevoerd. In tegenstelling tot sluitingen met steen wordt hierbij dus materiaal voor de sluiting gebruikt, dat op zichzelf niet stabiel is in de optredende stroomsnelheden. In het algemeen zijn bij zandsluitingen geen bodembeschermingen nodig. Mede om deze reden is een zandsluiting financieel aantrekkelijk als plaatselijk gewonnen zand kan worden gebruikt.  
Sinds 1965 zijn diverse stroomgeulen succesvol met zand afgesloten. De sterk groeiende capaciteit van de moderne zandzuigers staat er borg voor, dat zand bij steeds grotere sluitingen voldoende snel in voldoende hoeveelheden kan worden aangevoerd. Daarom kan in de sluitingsfase een vrij groot verlies van zand worden geaccepteerd, tot 20 à 50% toe.
Mede aan de hand van de eerste zandsluitingen van getijgeulen - het Ventjagersgaatje in 1959 en het sluitgat in de zuidelijke toerit van de brug over het Haringvliet in 1961 - kon een globale rekenmethode voor een zandsluiting worden ontwikkeld. En aan de hand van latere zandsluitingen is de toen de ontwikkelde rekenmethode om de zandverliezen te voorspellen aan de praktijk worden getoetst.

## Enkele zandsluitingen
In  de tabel hieronder is een overzicht gegeven van een aantal geulen, welke met zand zijn gesloten.
|                                 | jaar | Oppervlakte (1000 m²) | Breedte sluitgat (m) | Oppervlakte sluitgat (m²) | Getijverschil (m) | Max. snelheid (m/s) | Sluitduur (uur) | Aantal zuigers | Gemiddelde zandproductie (1000 m³/u) | Max. zandproductie (1000 m³/u) | Zandverlies (106 m³) | Gem. erosie (1000 m³/u) | Korrelgrootte (mm) |
| ------------------------------- | ---- | --------------------- | -------------------- | ------------------------- | ----------------- | ------------------- | --------------- | -------------- | ------------------------------------ | ------------------------------ | -------------------- | ----------------------- | ------------------ |
| Volkerak zuidelijk landhoofd    | 1961 | n.v.t.                |                      | 1600                      | 2,10              | 1,75                | 430             |                |                                      | 0,9                            |                      |                         |                    |
| Brielse Gat                     | 1966 | 800                   | 1720                 | 390                       | 2,2               | 2,3                 | 36              | 2              | 0,31                                 | 10,5                           | 0,05                 | 6                       | 160                |
| Brielse Gat nevengeul           | 1966 | 1570                  | 1820                 | 1120                      | 2,2               | 2,9                 | 63              | 2              | 1,14                                 | 20                             | 0,43                 | 12                      | 160                |
| Oste (zijgeul Elbe)             | 1968 |                       | 300                  |                           |                   | 1,5                 |                 |                | 1,5                                  | 3,3                            |                      |                         | 90                 |
| Zuidwal, Lauwerszee             | 1968 |                       | 3400                 |                           |                   |                     |                 |                |                                      |                                |                      |                         | 150                |
| Haringvliet Zuid (Noord Pampus) | 1968 | 2430                  |                      |                           |                   | 1,3                 | 37              | 2              |                                      |                                | 0,22                 |                         | 135                |
| Brouwersdam                     | 1969 | 4200                  |                      |                           |                   |                     | 66              | 3              |                                      |                                | 0,25                 |                         | 200                |
| Eiderdam                        | 1972 |                       | 3200+ 1200           |                           |                   |                     |                 |                | 1                                    |                                |                      |                         | 160                |
| Oosterschelde damvak geul       | 1972 | n.v.t.                | 2000                 |                           |                   | 0,8                 | 25              | 3              |                                      |                                | 0,05                 |                         | 150                |
| Meldorf Wöhrdenerloch           | 1978 | 1700                  | 1500                 | 1150                      | 3,2               | 2,5                 |                 |                |                                      | 10,5                           |                      | 6                       | 350-90             |
| Krammer                         | 1987 | n.v.t.                | 1100                 | 5580                      | 2,24-0,5          | 2,2                 | 6,5             |                | 14,7                                 | 22                             |                      | 7,1                     | 200                |
| Tholense Gat                    | 1986 | n.v.t.                | 355                  | 1350                      | 1,1               | 2,5                 | 3               |                | 5,3                                  | 11                             |                      | 2,5                     | 160                |
| Maasvlakte 2 (compartiment)     | 2012 | 0,26                  | 150                  | 225                       | 0,9               |                     | 1               |                |                                      | 4,6                            | 0,017                |                         | 380                |
| Maasvlakte 2                    | 2012 | 0,51                  | 150                  |                           | 0,9               |                     | 1               | 3              |                                      | 7,1                            | 0,012                |                         | 280                |

Bij een aantal vakken is niet echt een komberging afgesloten, dus daar is de oppervlakte n.v.t. 
Bij de sluiting van de Geul in de monding van de Oosterschelde (getijvermogen circa 30 miljoen m3, maximale diepte NAP -10 m) In de Oosterscheldedam tussen de werkeilanden Noordland en Neeltje Jans in 1972, konden de zandverliezen beperkt worden door de inzet van een grote zuigerproduktie. Deze bedroeg meer dan 500.000 m3/week, verdeeld over 3 zuigers. Duidelijk is hierbij ook gebleken, dat het sluiten vanaf één zijde naar het ondiepste deel van het sluitgat toe, de zandverliezen beperkt. Bij deze werkwijze is namelijk tegen het einde van de afsluiting, dat wil zeggen tijdens de fase met de hoogste stroomsnelheden, de lengte van het zandstort zo kort mogelijk, dit verklaart mede de relatief hoge zandverliezen (circa 45%) bij de sluiting van het Brielse Gat (grootste diepte NAP -2 m) waar met twee zandstorten naar het midden toe is gewerkt. Het werken met één zandstort heeft bij grote zuigerproducties wel het bezwaar, dat de sluitkade erg breed wordt om alle persleidingen kwijt te kunnen.

## Ontwerpen van zandsluitingen
Karakteristiek voor een zandsluiting is het bewegen en verloren gaan van bouwmateriaal. Een zandsluiting is erop gebaseerd, dat er eenvoudigweg méér zand geproduceerd wordt dan er verloren gaat. Het zandverlies treedt, afhankelijk van de stroomcondities, dagelijks op, ook bij een gemiddelde stroom door het sluitgat. In termen van "sterkte en belasting" wordt de "sterkte" bij een zandsluiting gevormd door de productiecapaciteit, en de "belasting" door het optredend verlies. Zolang de productie groter is dan het verlies wordt het sluitgat kleiner en slaagt de sluiting.

### Ontwerpproces

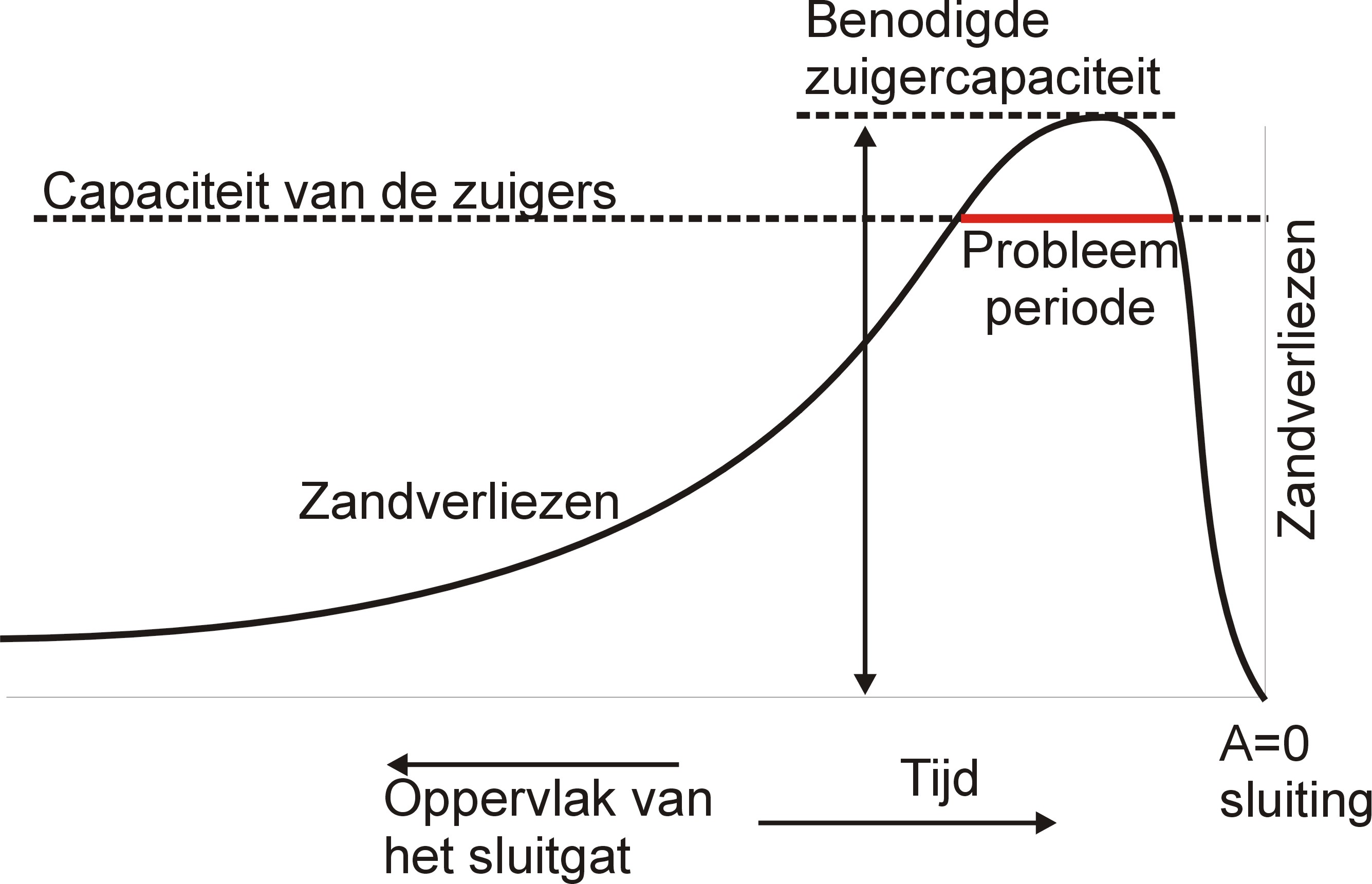
verband tussen de duur van een zandsluiting en de zuigercapaciteit

De productiecapaciteit van de zuigers (dus ook een voldoend groter winlocatie voor het zand) moet groter zijn dan het maximale verlies tijdens de sluitingsprocedure. Het onderzoek of een (volledige) zandsluiting mogelijk is zal zich daarom eerst moeten richten op de fase met maximale verliezen. Op basis van de hydraulische randvoorwaarden kan voor iedere fase van de sluiting het zandverlies berekend worden en in een grafiek uitgezet worden zoals hiernaast. Op de horizontale as staat de grootte van het sluitgat. In deze figuur is de gekozen capaciteit dus onvoldoende. Het is dus met deze capaciteit niet mogelijk om een zandsluiting uit te voeren.
Wanneer in de omgeving van het sluitgat een voldoende zandproductie te verwezenlijken is om deze fase door te komen is de zandsluiting mogelijk. Als criterium dient hierbij te worden aangehouden, dat het getijgemiddelde verlies kleiner moet blijven dan de productie. Hierbij dient gelet te worden op de grote onzekerheden in zowel de berekende verliezen als de voorspelde productie. De verliezen als functie van het sluitgatoppervlak worden beschreven door een kromme met één maximum. Vrijwel altijd zal het gezochte maximum horen bij een waarde van het sluitgatoppervlak die ligt tussen de 0 en 30 % van de oorspronkelijke waarde van het sluitgatoppervlak. In eerste instantie kunnen de berekeningen van de zandverliezen daarom worden beperkt tot deze sluitgatgrootte.
Het maximum zandverlies treedt niet op als het sluitgat nagenoeg gesloten is. De stroomsnelheden zijn dan weliswaar hoog, maar de breedte van het sluitgat die wordt geërodeerd is dan al zo gering dat de totale zandverliezen toch klein zijn. De hydraulische randvoorwaarden zijn te berekenen met een Kombergingsbeschouwing.
In het algemeen kan gesteld worden dat een zandsluiting in principe haalbaar is tot maximale stroomsnelheden van zo'n 2,0 tot 2,5 m/s. Bij hogere stroomsnelheden zal een zandsluiting vrijwel onmogelijk zijn. De optredende stroomsnelheden worden bepaald door de referentie-stroomsnelheid U0 en de afvoercoëfficiënt μ. De grootte van de afvoercoëfficiënt μ wordt bepaald door zowel de wrijvingsverliezen als de vertragingsverliezen in het sluitgat. Gezien de grote omvang van de zanddammen in het sluitgat spelen de wrijvingsverliezen een relatief grote rol. De afvoercoëfficiënt wordt daardoor sterk beïnvloed door de keuze van de afstand waarover het verval bepaald wordt. Ook vertonen de gevonden waarden van de afvoercoëfficiënt een relatief grote spreiding. In de laatste, maatgevende fase van de afsluiting neemt de spreiding in de afvoercoëfficiënt af. Voor deze fase wordt geadviseerd een van 0,9 aan te houden als een redelijke bovengrens. De werkelijke stroomsnelheid in het sluitgat is de snelheid berekend met de kombergingsbeschouwing, vermenigvuldiging met de afvoercoëfficiënt.

## Opbouw damlichaam
Er is een aantal methoden om een zandsluiting uit te voeren. De keuze van de uitvoeringsmethode heeft een grote invloed op het ontwerp, omdat zowel het damprofiel als de productie en (voor een deel) ook de verliezen hierdoor beïnvloed worden. De mogelijke uitvoeringsmogelijkheden (horizontaal, verticaal en gecombineerd) zijn in principe ook op zandsluitingen van toepassing. De specifieke uitvoeringsaspecten van zandsluitingen worden in detail besproken in van Rossum (1988).
De horizontale uitbouw van het damlichaam is de standaardmethode, waarmee een volledige zandsluiting gerealiseerd kan worden. De verticale opbouw is alleen toepasbaar in de eerste fase van de sluiting, waarbij een drempel aangelegd wordt. Op de drempel kan vervolgens de eigenlijke sluiting (met zand of steenachtig materiaal) plaatsvinden. 

### Kruinbreedte
De kruinbreedte bij een horizontale uitbouw is afhankelijk van het aantal productieleidingen dat daar een plaats moet vinden. In het algemeen zijn per zuiger 2 leidingen nodig (één voor doorgaande productie terwijl de ander verlengd wordt). Onderstaande tabel geeft het verband tussen het aantal zuigers per stort en de benodigde kruinbreedte van de sluitkade. Uit deze tabel valt op te maken dat één zuiger met een grote capaciteit wat dit betreft te verkiezen is boven twee zuigers met gezamenlijk een even grote capaciteit.
| aantal zuigers | kruinbreedte sluitkade |
| -------------- | ---------------------- |
| 1              | circa 40 m             |
| 2              | 40 à 55 m              |
| 3              | 65 à 75 m              |
| 4              | 75 à 100 m             |

### Korreldiameter
Naast de uitvoeringsmethode is er een duidelijke invloed van de korreldiameter van het te spuiten materiaal en de productie op de resulterende helling van het damlichaam en dus de inhoud van het te maken zandlichaam. Er is nogal wat onderzoek gedaan naar het verband tussen de korrelgrootte en de taludhelling. Bij zand zoals dat in Nederland veel voorkomt (tussen de 150 en 250 μm) is de onderwaterhelling 1:15 tot 1:30; in de getijzone (tussen hoog en laag water) is dat tussen de 1:50 en 1:100.  De dam wordt aan de voet dus heel erg breed. 

## Zandverliezen
Zandverliezen zijn onvermijdelijk bij het uitvoeren van een zandsluiting. Deze zandverliezen zijn te classificeren naar de hieraan ten grondslag liggende processen.
Erosie: Allereerst kan het zand verloren gaan door erosie. Zowel het zand dat in het sluitgat is aangebracht als het oorspronkelijke bodemmateriaal kan buiten het damprofiel terecht komen als gevolg van de optredende stroomsnelheden.
Procesverlies: Verder is er sprake van zandverlies tijdens het aanbrengen van het zand. Vóórdat het zand de kans krijgt te bezinken, wordt het door stromingen buiten het damprofiel getransporteerd. Dit is het zogenaamde procesverlies.
Overige verliezen: Als laatste zijn er hoeveelheden zand die buiten de geplande teenlijn komen als gevolg van zettingsvloeiingen en bressen. Deze hoeveelheden worden bij de hier te hanteren modellen niet als verlies betiteld. Dit zand wordt niet als verloren beschouwd. Het maakt nog steeds deel uit van het te maken profiel, echter de geplande taludhelling is niet gerealiseerd.
Het zandverliesmodel beschrijft de zandverliezen ten gevolge van erosie. Bij dit verliesmodel wordt onderscheid gemaakt tussen hoofdstroom en wervelstraat. Hiervoor worden verschillende zandtransportformules gehanteerd, met als gevolg dat de zandverliesformules voor een verticale en horizontale fase van de sluiting zullen verschillen.
Het zandtransport (en dus de verliezen) kan het beste berekend worden met een aangepaste formule van Engelund-Hansen. 

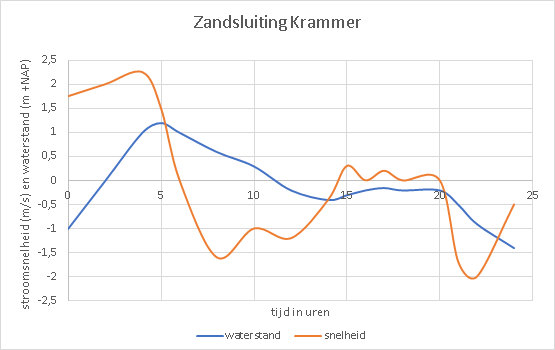
Zandsluiting Krammer

De stroomsnelheden mogen niet te hoog zijn; bij de sluiting van de Krammer en het Tholense Gat was het mogelijk om door middel van de Stormvloedkering in de Oosterschelde het getij wat te manipuleren, zodat gedurende een bepaalde tijd de snelheid laag genoemd was om een zandsluiting te realiseren.  

## Berekening van zandverliezen

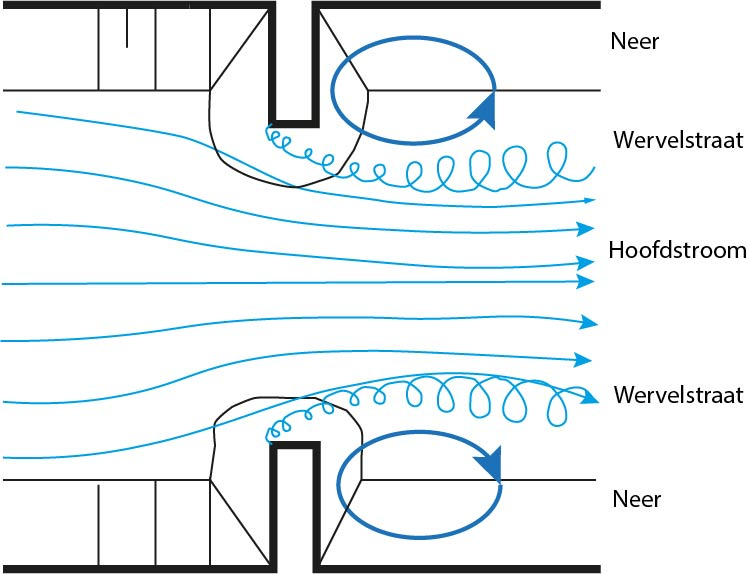
wervels en neren bij een sluiting

Gebleken is dat een zandtransportformule op basis van de Engelund-Hanssen formule de beste resultaten geeft. De transport parameter van Engelund-Hansen kan weergegeven worden als: 
{\displaystyle \Psi ={u_{0} \over {C^{2}\Delta D_{50}}}}
waarin:  
{\displaystyle u_{0}}     de stroomsnelheid
{\displaystyle C} Chézy coëfficiënt
{\displaystyle \Delta }       Relatieve dichtheid sediment  
{\displaystyle D_{50}}   Korrelgrootte 
Bij een vernauwing van het sluitgat kunnen er drie onderdelen onderscheiden worden (hoofdstroom, wervelstraat en neren); voor ieder onderdeel moet een aparte verliesberekening gemaakt worden.  
Het verlies is te berekenen met:  
{\displaystyle L={aC^{2}\surd ({\Delta D_{50}^{3}}) \over (1-n)\surd g)}\Psi ^{b}}
waarin L het verlies per m' is. De invoerparameters zijn:  
{\displaystyle a}        kalibratiefactor 
{\displaystyle n} porositeit
{\displaystyle g}        versnelling van de zwaartekracht  
{\displaystyle \Psi }      transportparameter   
{\displaystyle b}       kalibratiefactor, voor de hoofdstroom is deze ongeveer 2,5 en voor de wervelstraat 1,75  
De kalibratiefactor a moet bepaald worden uit het verschil tussen de berekende waarden en de eerste waarnemingen van het zandverlies  

## Zandsluitingen buiten NW-Europa

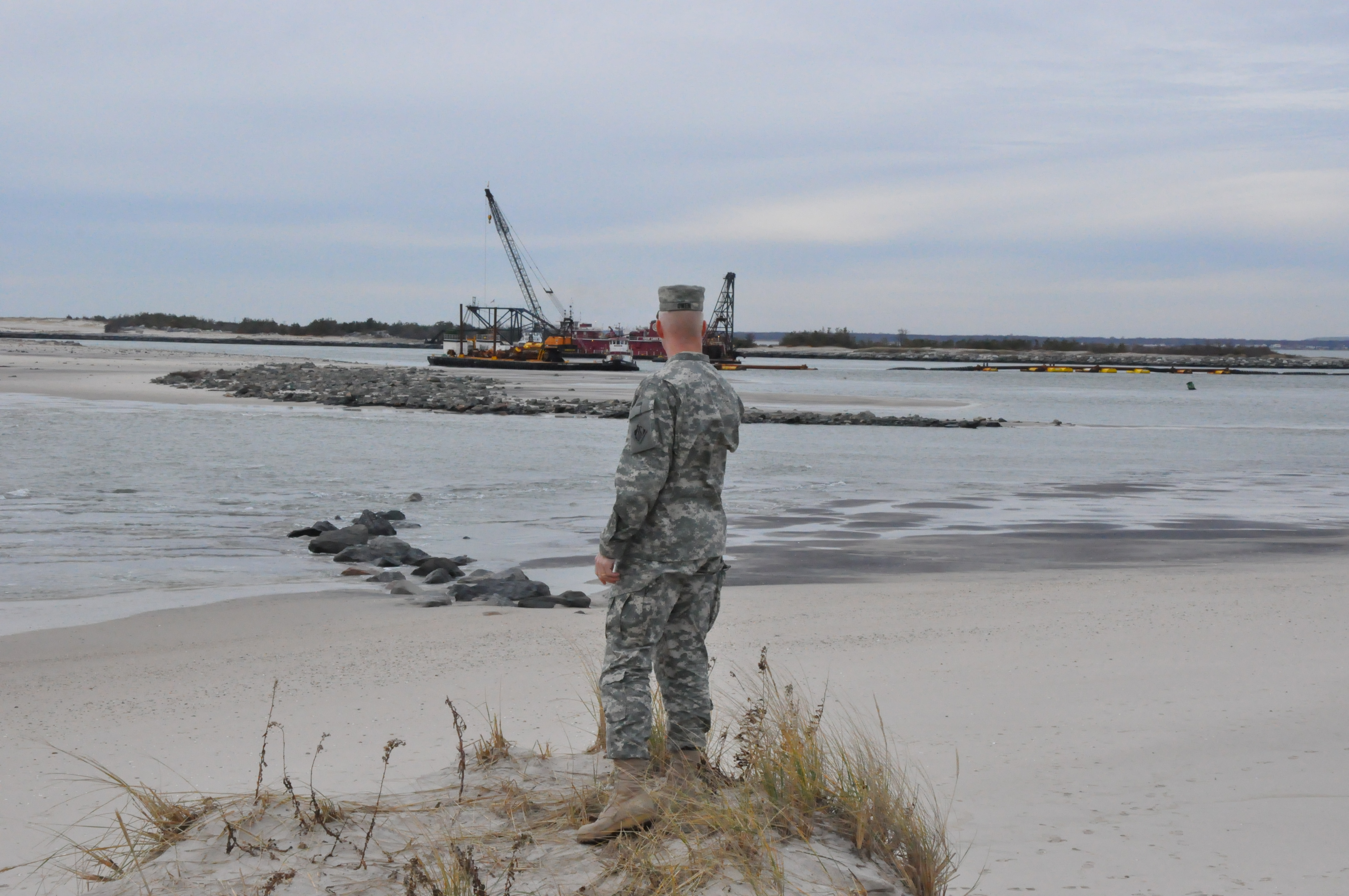
Sluiten van een doorbraak in Long Island na storm Sandy in 2013

In de Verenigde Staten zijn een aantal zandsluitingen uitgevoerd voor het sluiten van doorbraken in de "barrier islands" langs de oostkust, onder andere op Long Island na de storm Sandy in 2012. 
In Bahrein is in 1982 ten behoeve van een tijdelijke werkweg een zandsluiting uitgevoerd in de verbindingswerk van Saudi-Arabië naar Bahrein. 